# Teleférico de Sierra Nevada
El teleférico de Sierra Nevada es un proyecto para construir una línea de teleférico que uniría la ciudad española de Granada con la estación de esquí de Sierra Nevada. De construirse, sería el mayor teleférico del mundo. En un primer momento fue abandonado debido al criterio de la Junta de Andalucía de su inviabilidad ambiental, aunque una posterior sentencia del Tribunal Supremo anuló tales resoluciones que no justificaban dicho criterio y el actual gobierno de la ciudad ha reanudado el proyecto el cual está siendo estudiado, algo sorprendente teniendo en cuenta que este macizo es uno de los lugares de mayor endemicidad vegetal del continente europeo.

## Proyecto
El proyecto fue presentado en 2006 por un grupo de empresarios, con la previsión de que las obras fueran finalizadas en 2009 y la explotación se iniciara en torno a 2010. Consistía en un teleférico de 19 km de longitud, que se iniciaría en el entorno del estadio de Los Cármenes y finalizaría en la estación de esquí de Sierra Nevada, en un recorrido que evitaría adentrarse en el Parque nacional de Sierra Nevada. Las cabinas alcanzarían una altura de 105 metros sobre el suelo, transportando a 30 personas a 7 metros por segundo. Podría verse desde casi 40 km de distancia.

### Problemas ambientales
La realización del teleférico conllevaba grandes problemas mediambientales asociados a la construcción de una gran infraestructura en una zona natural. La sociedad promotora del proyecto se defendió aduciendo que no existía impacto ambiental debido a que la ocupación del suelo era muy baja.
Finalmente, en diciembre de 2007 se dio a conocer la Declaración de Impacto Ambiental del proyecto, que lo consideraba inviable, lo que impedía que la tramitación del proceso pudiera continuar. El motivo de la inviabilidad es la afección a la flora y la fauna de la zona y la agresión paisajística irreparable e inadmisible. Además, el proyecto fue declarado incompatible con la Ley de Conservación de los Espacios Naturales y de la Flora y Fauna Silvestre 4/1989, la Ley de la Flora y la Fauna Silvestres 8/2003, la Directiva Aves 79/409/CEE, la Directiva Hábitats 92/43/CEE y el Decreto 64/1994, de 15 de marzo, en el que se aprobaban el Plan de Ordenación de los Recursos Naturales y el Plan Rector de Uso y Gestión del Parque natural de Sierra Nevada.